# Aloxestocephalus nigrobrunneus
Aloxestocephalus nigrobrunneus är en insektsart som beskrevs av Evans 1973. Aloxestocephalus nigrobrunneus ingår i släktet Aloxestocephalus och familjen dvärgstritar. Inga underarter finns listade i Catalogue of Life.